# Episodi di Das Boot (seconda stagione)
La seconda stagione della serie televisiva Das Boot, composta da 8 episodi, è stata trasmessa in Germania su Sky One dal 24 aprile al 15 maggio 2020.
In Italia, la stagione è andata in onda in prima visione sul canale satellitare Sky Atlantic dal 26 giugno al 17 luglio 2020.
| nº | Titolo originale         | Titolo italiano       | Prima TV Germania | Prima TV Italia |
| -- | ------------------------ | --------------------- | ----------------- | --------------- |
| 1  | Überlegensstrategien     | Missione segreta      | 24 aprile 2020    | 26 giugno 2020  |
| 2  | Unbequeme Allianzen      | Caccia al traditore   | 24 aprile 2020    | 26 giugno 2020  |
| 3  | Sabotage                 | Sabotaggio            | 1º maggio 2020    | 3 luglio 2020   |
| 4  | Die Würfel sind gefallen | Il nemico è vicino    | 1º maggio 2020    | 3 luglio 2020   |
| 5  | Befehl zum Töten         | Guerra negli abissi   | 8 maggio 2020     | 10 luglio 2020  |
| 6  | Letzte Entscheidungen    | Una nuova via di fuga | 8 maggio 2020     | 10 luglio 2020  |
| 7  | Kopf an Kopf             | Uccidere o morire     | 15 maggio 2020    | 17 luglio 2020  |
| 8  | Auf der anderen Seite    | Fine del viaggio      | 15 maggio 2020    | 17 luglio 2020  |

## Missione segreta
- Titolo originale: Überlegensstrategien
- Diretto da: Matthias Glasner
- Scritto da: Colin Teevan

## Caccia al traditore
- Titolo originale: Unbequeme Allianzen
- Diretto da: Matthias Glasner
- Scritto da: Tim Loane

## Sabotaggio
- Titolo originale: Sabotage
- Diretto da: Matthias Glasner
- Scritto da: Laura Grace e Colin Teevan

## Il nemico è vicino
- Titolo originale: Die Würfel sind gefallen
- Diretto da: Matthias Glasner
- Scritto da: Matthias Glasner

## Guerra negli abissi
- Titolo originale: Befehl zum Töten
- Diretto da: Rick Ostermann
- Scritto da: Tim Loane

## Una nuova via di fuga
- Titolo originale: Letzte Entscheidungen
- Diretto da: Rick Ostermann
- Scritto da: Colin Teevan

## Uccidere o morire
- Titolo originale: Kopf an Kopf
- Diretto da: Rick Ostermann
- Scritto da: Colin Teevan

## Fine del viaggio
- Titolo originale: Auf der anderen Seite
- Diretto da: Rick Ostermann
- Scritto da: Colin Teevan